# Manuel Cirerol Sansores
Manuel Cirerol Sansores (1890 - 1966) fue un cineasta y escritor mexicano, nacido y fallecido en Mérida, Yucatán. Se desempeñó también como cineasta integrando la Sociedad Cirmar Films con Carlos Martínez de Arredondo.

## Datos biográficos
Estudió en el Instituto Literario de Yucatán. Fue partícipe en las luchas cívicas encabezadas por Salvador Alvarado y por Felipe Carrillo Puerto. Representó a este último en el extranjero.
Fue actor , director y guionista cinematográfico. Redactó el argumento del filme La voz de la raza; actuó en la película que él mismo produjo: Tiempos mayas.

## Obra
- Problema henequenero de Yucatán
- El Castillo, misterioso templo piramidal en Chichén Itzá
- La casa del coronel don Pablo Antonio González
- Arte pictórico de los antiguos mayas

También dirigió las películas: 1810 o ¡Los Libertadores de México! (1916); Henequén de Yucatán y Uxmal